# 羽栗翔
羽栗 翔（はぐり の かける）は、奈良時代の官人。羽栗吉麻呂の子。官位は正六位上・遣唐録事。

## 経歴
羽栗吉麻呂と唐人女性の間の子として唐で生まれる。天平6年（734年）父・吉麻呂の帰国に従い、遣唐使船で来日。
天平宝字3年（759年）高元度を大使とした藤原清河を迎えるための遣唐使に遣唐録事として加わる（この時の位階は正六位上）。渤海を経由し、高元度と共に入唐する人員に加わり、渤海の賀正使と共に長安に向かった。しかしながら、当時安史の乱により唐は騒乱状態であり、行路の危険を理由に唐朝は清河の帰国を許可しなかったため、遣唐使は羽栗翔を藤原清河の許に留めた上で帰国の途についた。その後の事跡は不明。